# Lipotaxia rotundata
Lipotaxia rotundata là một loài bướm đêm trong họ Geometridae.